# Slow Step
Slow Step (яп. スローステップ Суро: Сутэппу) — японская манга о боксе и софтболе, автором которой является Мицуру Адати. Выпускалась издательством Shogakukan в сёдзё-журнале Ciao с сентября 1986 года по март 1991 года. Манга была собрана в 7 томов. В 1991 году по мотивам манги был выпущен короткий OVA-сериал. Аниме-версия имеет некоторые отличия от манги, включая концовку. Считается, что это первое в истории аниме в жанре спокон, где антигерой свои отрицательные черты искореняет любовью к спорту и спортивным талантом.

## Сюжет
История повествует о Минацу (Марие) — ученице старших классов, широко известной в школе из-за возникшего любовного треугольника между ней, Сю Акибой — членом школьного боксерского клуба, который ради любви готов отказаться от спорта, и Наото Кодомацу, мечтавшим стать чемпионом мира по боксу и тренером по команде софтбола.

## Список персонажей
Минацу Накадзато (яп. 中里 美夏 Накадзато Минацу) — ученица высшей школы Асаоки. Играет в качестве питчера в школьной команде софтбола. Стала объектом внимания со стороны её одноклассника Сю Акибы и тренера Ямадзакуры. Имеет второе имя — Мария Судо, так как скрывается от местных бандитов и Наото Кадомацу, который является соседом Минацу. Её отец — малоизвестный рестлер. При общении Минацу склонна к резкости и грубости. В аниме её выбор падает на учителя Ямадзакуру, и она выходит замуж за него.
Сэйю: Минами Такаяма
Сю Акиба (яп. 秋葉 習 Акиба Сю:) — одноклассник Минацу; член школьной команды по боксу. Его отец — президент крупной компании. Сам по себе Сю беззаботный и безответственный. Влюблён в Минацу и находится в сопернических отношениях с Наото, поэтому усердно занимается боксом, чтобы завоевать внимание Минацу.
Сэйю: Каппэй Ямагути
Наото Кадомацу (яп. 門松 直人 Кадомацу Наото) — ученик третьего курса высшей школы Ёсэй, член школьной команды по боксу. Он живёт в том же здании, что и Минацу, однако посещает другую школу. Является школьным чемпионом по боксу. Влюбляется в Минацу с первого взгляда (точнее в её альтер эго Марию). После того как Наото узнаёт, что Мария и Минацу — это один и тот же человек, он становится соперником Сю за сердце Минацу.
Сэйю: Рё Хорикава
Канго Ямадзакура (яп. 山桜 監悟 Ямадзакура Канго) — учитель школы Асаока и советник школьных клубов по софтболу и боксу. Когда он сам учился в колледже, то начал заниматься профессиональным боксом, но отказался от спорта после того, как его сестра умерла, чтобы заботиться о её дочери — Тике. Он любит подглядывать за девушками, за что завоевал среди них дурную репутацию. В аниме Ямадзакуро женится на Минацу.
Сэйю: Акира Камия
Аяко Савамура (яп. 沢村 亜矢子 Савамура Аяко) — единственная девушка, которая способна ловить подачи Минацу во время игры. Она влюблена в Ямадзакуру и уговаривает его присоединится к клубу софтбола. Когда Ямадзакура отклоняет её предложение встречаться, она временно перестаёт заниматься спортом, но вскоре возвращается в команду. Позднее Аяко начинает встречаться с другим учителем, Сомэем, который утверждает, что она одна из немногих женщин, наряду с мамой, которых он не боится.
Сэйю: Хироко Эмори
Тика Танака (яп. 田中 知香 Танака Тика) — племянница-сирота Ямадзакуры, ученица младшей школы. Очень заботливая, готовит разнообразные блюда для Ямадзакуры. Очень любит Минацу и надеется, что она и Ямадзакура будут всегда вместе счастливы.
Сэйю: Тика Сакамото
Источники:

## Манга
Танкобон
- Том 1 (20 Мая 1987, Flower Comics, Shogakukan, ISBN 4-09-132521-1)
- Том 2 (20 Декабря 1987, Flower Comics, Shogakukan, ISBN 4-09-132522-X)
- Том 3 (20 Октября 1988, Flower Comics, Shogakukan, ISBN 4-09-132523-8)
- Том 4 (20 Мая 1989, Flower Comics, Shogakukan, ISBN 4-09-132524-6)
- Том 5 (20 Апреля 1990, Flower Comics, Shogakukan, ISBN 4-09-132525-4)
- Том 6 (20 Ноября 1990, Flower Comics, Shogakukan, ISBN 4-09-132526-2)
- Том 7 (20 Августа 1991, Flower Comics, Shogakukan, ISBN 4-09-132527-0)

Бункобан
- Том 1 (Август 1995, Shogakukan, ISBN 4-09-191061-0)
- Том 2 (Август 1995, Shogakukan, ISBN 4-09-191062-9)
- Том 3 (Август 1995, Shogakukan, ISBN 4-09-191063-7)
- Том 4 (Август 1995, Shogakukan, ISBN 4-09-191064-5)

Источники:

## Музыка
Открытие
- «Kimi ga inakerya Frustration» исполняет: Нобуо Саки

Концовка
- «Only For You» исполняет: Нобуо Саки

Источники: